# Zielone lata
Zielone lata – polski film wojenny z 1979 roku na podstawie powieści Troje znad Czarnej Rzeki Jerzego Przeździeckiego.

## Obsada aktorska
- Adam Baumann – mężczyzna z pistoletem na działkach
- Agnieszka Konopczyńska – Erna König
- Anna Chodakowska – matka Abramka
- Bogdan Łysakowski – żandarm strzelający do Abramka
- Czesław Lasota – Jan, ogrodnik w willi Francuza
- Elżbieta Karkoszka – Anna, żona doktora Turowskiego
- Emilia Krakowska – kobieta z komisji ds. rasowych
- Emir Buczacki – żandarm zabijający ojca Abramka
- Henryk Bista – doktor Lesław Turowski
- Irena Laskowska – aptekarzowa Königowa, matka Erny
- Jacek Bryniarski(inne języki) – Abramek
- Janusz Paluszkiewicz – sąsiad Matuszczak
- Krzysztof Kiersznowski – Józek, ojciec Wojtka
- Leszek Piskorz – Czesiek, przyjaciel Józka
- Małgorzata Pritulak – matka Wojtka
- Stanisław Niwiński – nauczyciel
- Tadeusz Madeja – nabywca konia
- Tomasz Jarosiński – Wojtek
- Zygmunt Hobot – szewc, ojciec Abramka

## Fabuła
Zagłębie Dąbrowskie - Sosnowiec, rok 1939. Wojtek, syn robotnika zaprzyjaźnia się z rówieśnikami Abramkiem - żydowskim chłopcem i Erną - córką niemieckiego aptekarza. Razem bawią się na "Wezuwiuszu" zielonym "wzgórzu" hałdy huty "Katarzyna". Ojciec Wojtka dostaje powołanie do wojska. W domu Wojtka zostaje matka z siostrzyczką. 1 września wybucha wojna. Do Sosnowca 4 września wkraczają pierwsze pododdziały rozpoznawcze SS Standarte "Germania". W wielu oknach pojawiają się flagi ze swastyką, u rodziców Erny też. Rodzina Abramka zostaje wysiedlona. Ojciec zostaje zabity, a ranny Abramek ukrywa się. Odnaleziony przez Ernę i Wojtka chłopiec trafia do znajomego lekarza. W domu Wojtka żandarmi odnajdują radio i kilku konspiratorów. Mężczyźni zostają rozstrzelani, matka aresztowana, a dom spalony. Wojtek zostaje bezdomny. I jego również zabiera do siebie lekarz. Chłopiec spotyka się na dawnym miejscu zabaw z Erną - rodzina dziewczynki wyjeżdża do Hamburga. Okupacja rozdziela dzieci, które razem rosły i bawiły się. Uzmysławia im różnice narodowościowe i rasowe, ale zawsze znajdą się ludzie, którzy tych różnic nie uznają.